# 非国民
非国民是日本蔑称，指的是在自己的国家中“表现为违背国民性”或没有国民意识、忠君意识的人。

## 概要
在近现代的日本（尤其是自甲午战争到亚洲太平洋战争的时期），“非国民”常被用于指控有反国体和反战活动及言论的人、不服从日本帝国政府方针的人、有特定的思想和价值观的人等，并表示出强烈的仇恨，责备，侮辱等意思。
该词语并不是描述没有日本国籍的外国人的词语。 

## 历史

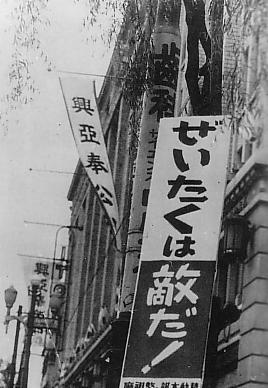
银座松屋前的“奢侈即敌人”的立牌。是动员国民精神运动的一部分。

### 第二次世界大战前
使用该词语的一个早期例子是第一次中日战争后致力于日本主义和浪漫主义的小说家高山樗牛提出的“对非国民小说的非难”（1898年4月《太阳》）。在1904年的日俄战争期间，写了《君勿死去》的与謝野晶子和其他反战团体也被鄙视为“非国民”。 
由1925年颁布的治安维持法中看可出，在战前的日本，否定国体或私有财产制的结社及对其支援的行为被违法化，并成为了取缔的对象，实质上思想和信仰自由受到了极大限制。 
第二次世界大战期间，“非国民”被用于称呼不协助进行战争或对其不积极的人，甚至对生活发泄不满的人等。并以各种口号来压制对不满和欲望的表达。 （例如：“日本人不应该奢侈”、“在胜利之前不要有奢欲”、“奢侈品是敌人，不要去抱怨”、“总说‘不够，不够’是工夫不够”、“你是日本人吗，那种姿态”等）。 那些不遵守战时制度或提倡反战的人有时被邻里居民称为“非国民”并受到迫害 。 
在太平洋战争期间，日本政府也使用了“非国民”一词。 例如，在内阁的情报局的《家庭防空指南：我们都是国土防御的战士》《周报》中，把在发生本土空袭的情况下，不协助邻组进行灭火活动（从防空法禁止的空袭预告地区逃亡等）、事前囤积、把自己和自己的家人的安全和生活放在优先于为了战争而进行的集体行动等行为，称之为“非国民的”。

### 第二次世界大战后
战后 ，随着日本的民主化，“非国民”一词被视为半禁忌 。由日本国宪法第19条的“思想及良心的自由，不受侵犯”保证了思想信仰的自由。同样，从法律上讲，除非22岁以上的日本国民以自由意志获得外国国籍，否则他们不会被剥夺日本国籍。无论是批评政府政策还是抗议战争，这些人都不再因其意识形态和价值观受到法律制裁。相反，如果一个人因被称为“非国民”并因此感到精神上的痛苦，则对方有可能被追究侮辱罪、名誉毁损罪等。 
因批评战前的翼赞体制系统而曾被以不敬罪问罪的尾崎行雄（前众议院成员，1898年-教育大臣，1903年-东京市长，1914年-司法大臣），于1948年创立了世界联邦建设同盟（现在的世界联邦运动协会），并主张“非国民”具有肯定和积极意义。
今天在网上，（胜负不会马上影响国家的存亡和利益）在和其他国家发生争执的情况下，不支持自己国家，支持其他国家，例如在体育国际比赛中不支持自己国家的代表或不看比赛本身，购买其他国家的产品之类的人也被称作“非国民”，有时也被用于表示轻蔑的意思。另外，利用税法漏洞在外国避税的资产运作者也曾被骂为“非国民” 